# Lee Tracy
William Lee Tracy (Atlanta, 14 april 1898 – Santa Monica, 18 oktober 1968) was een Amerikaans theater-, film- en televisieacteur. Hij is vooral bekend om zijn vertolkingen tussen eind jaren 1920 en 1940 van snel pratende, gevatte nieuwsverslaggevers, persagenten, advocaten en verkopers.

## Biografie
Tracy werd geboren in Atlanta (Georgia) op 14 april 1898 als enig kind van William L. Tracy en Ray Griffith. Tijdens zijn jeugd studeerde hij aan de Western Military Academy en volgde daarna gedurende korte tijd een ingenieursopleiding aan het Union College in New York. Zijn opleiding werd echter onderbroken omdat hij opgeroepen werd om te dienen in het Amerikaans leger tijdens de laatste weken van de Eerste Wereldoorlog.
Na zijn afzwaaien uit het leger besloot hij zijn ingenieursopleiding niet verder te zetten maar theateracteur te worden. Hij acteerde aanvankelijk bij rondtrekkende toneelgezelschappen en maakte in 1924 zijn debuut op Broadway. In 1928 kreeg zijn optreden als de "zwaar drinkende, snel pratende" nieuwsverslaggever Hildy Johnson in de originele Broadway-productie van het toneelstuk The Front Page brede bijval van het publiek en critici.
In 1929 trok hij naar Hollywood, waar hij in verschillende films een nieuwsreporter speelde. Hij werd echter niet gecast als Hildy Johnson voor de verfilming van The Front Page omdat de studiobazen vonden dat hij niet genoeg sterrenstatus had om een groot publiek naar de bioscoop te lokken. De rol ging naar Pat O'Brien. Desondanks bleef zijn populariteit gestaag groeien, zowel bij studiobazen als bij bioscoopbezoekers. De filmcarrière van Tracy werd tijdelijk verstoord op 19 november 1933, toen hij een international incident veroorzaakte op locatie in Mexico tijdens de opnames van Viva Villa!. Als gevolg daarvan werd hij in de film vervangen door Stuart Erwin.
Tijdens de Tweede Wereldoorlog diende hij opnieuw in het Amerikaans leger. Zijn carrière na de oorlog richtte zich steeds meer op radiowerk en optredens op het snelgroeiende medium televisie. Hij bleef echter ook nog regelmatig op het grote scherm verschijnen. In 1964 werd hij voor zijn bijrol in de film The Best Man genomineerd voor een Golden Globe en een Oscar voor beste mannelijke bijrol.
In juli 1938 trouwde hij met Helen Thomas Wyse. Het paar had geen kinderen en bleef getrouwd tot zijn dood.
Tracy overleed op 16 oktober 1968 aan leverkanker op 70-jarige leeftijd.